# Передньомоторна, передньопривідна компоновка

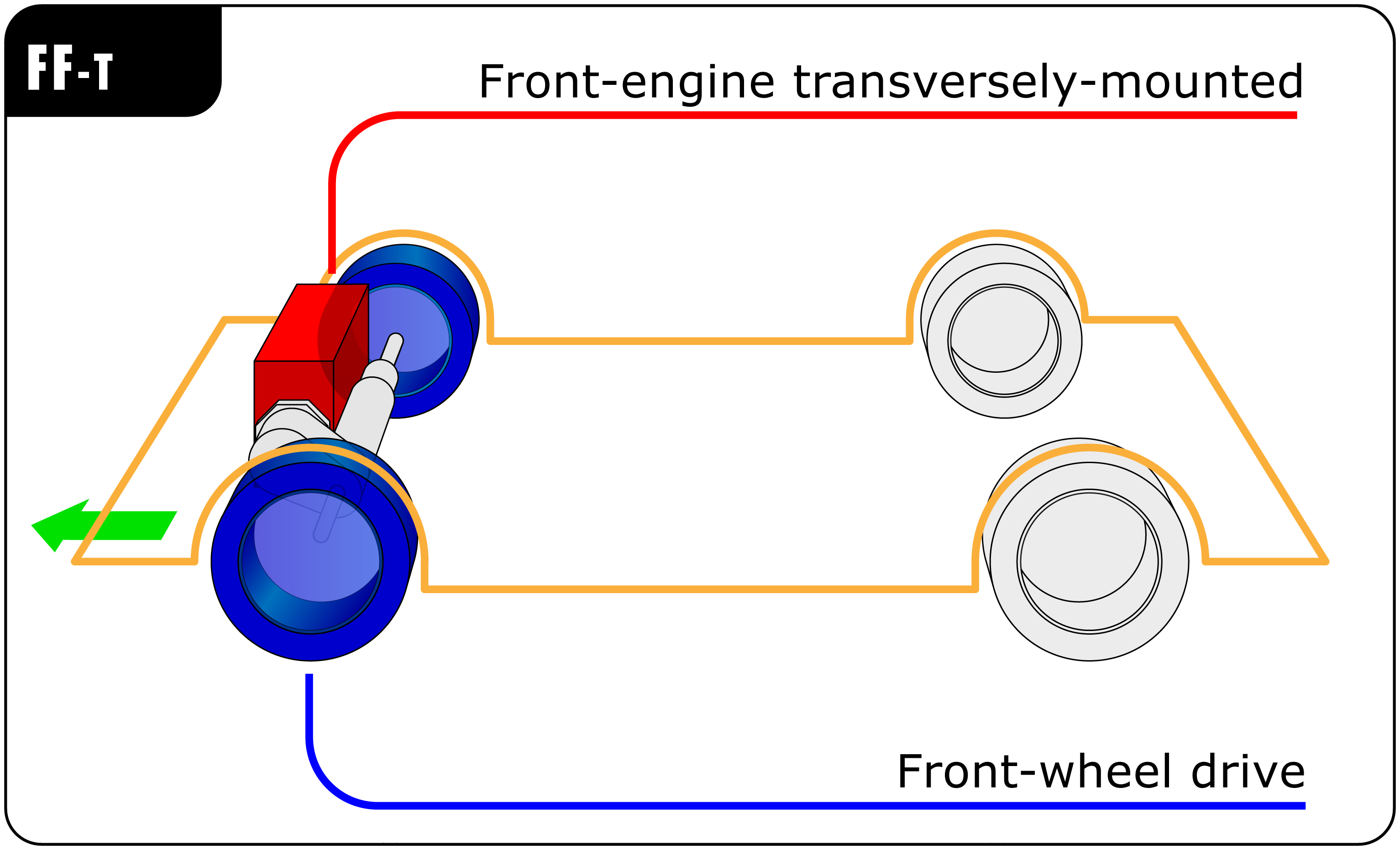
Компонування двигуна FF з поперечним розташуванням

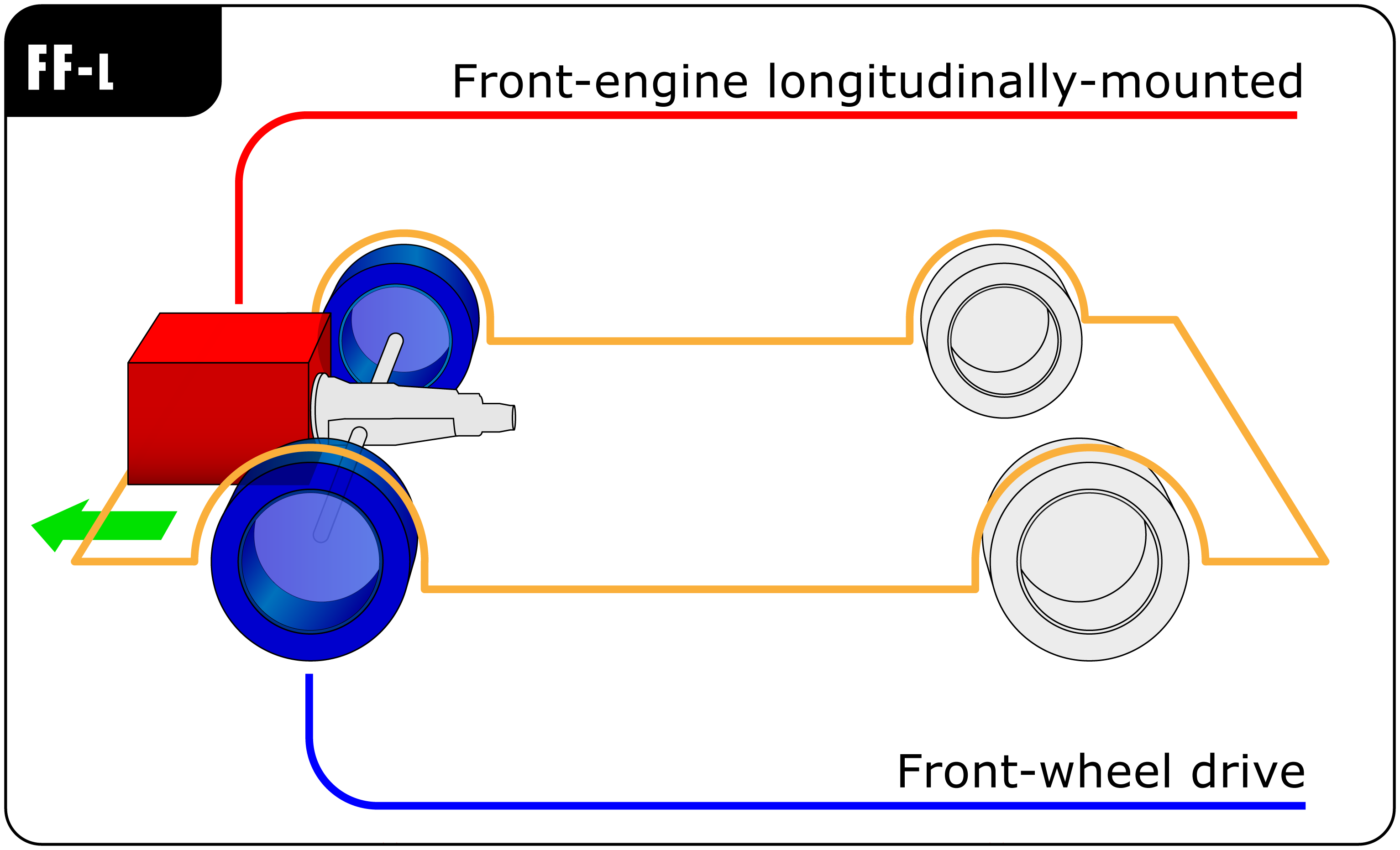
FF поздовжнє розташування двигуна

У автомобільному дизайні компонування з переднім розташуванням двигуна, переднім приводом (FWD) або компонування FF розміщує як двигун внутрішнього згоряння, так і ведені опорні колеса в передній частині автомобіля.

## Наслідки використання

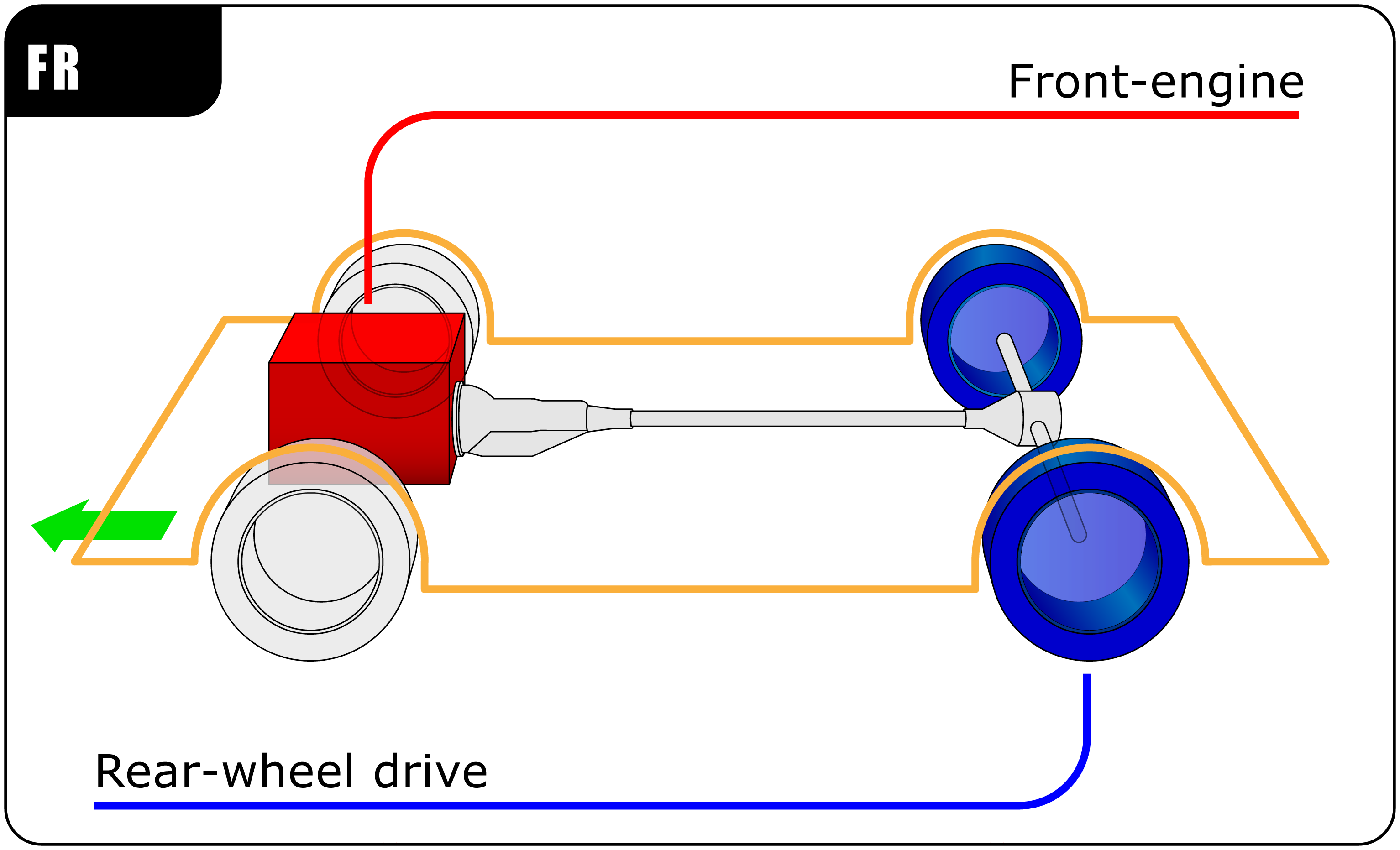
Передньомоторна, задньопривідна компоновка

Історично це позначення використовувалося незалежно від того, чи був весь двигун за лінією передньої осі. Останнім часом виробники деяких автомобілів додали до позначення термін «front-mid», який описує автомобіль, у якого двигун розташований перед салоном, але за передньою віссю. Розташування двигуна більшості автомобілів до Другої світової війни спереду посередині або на передній осі.
Цей макет є найбільш традиційною формою і залишається популярним практичним дизайном. Двигун, який займає багато місця, упакований у місці, де пасажири та багаж зазвичай не користуються. Основним недоліком є розподіл ваги — найважчий компонент знаходиться в одному кінці автомобіля. Керування автомобілем не ідеальне, але зазвичай передбачуване.
На відміну від передньопривідної компоновки двигуна (RWD), передньопривідна компоновка усуває потребу в центральному тунелі або більшому кліренсі шасі для розміщення карданного валу, що передає потужність на задні колеса. Подібно до компонування із заднім розташуванням двигуна, заднім приводом (RR) і заднім центральним розташуванням двигуна, заднім приводом (RMR), він розміщує двигун над ведучими колесами, покращуючи зчеплення в багатьох випадках. Оскільки керовані колеса також є ведучими колесами, передньопривідні автомобілі зазвичай вважаються кращими перед задньопривідними в умовах низького зчеплення, таких як сніг, бруд, гравій або мокрий асфальт. При підйомі в гору в умовах низького зчеплення RR вважається найкращою двопривідною компонуванням, насамперед через перенесення ваги на задні колеса під час підйому. Здатність передньопривідного транспортного засобу проходити повороти загалом краща, оскільки двигун розміщено над керованими колесами. Однак, оскільки ведучі колеса мають додаткові вимоги до кермування, якщо автомобіль швидко прискорюється, менше зчеплення доступне для поворотів, що може призвести до недостатньої поворотності. Високопродуктивні транспортні засоби рідко використовують передньопривідну схему, оскільки під час прискорення вага переноситься на задні колеса, а передні колеса розвантажуються та різко зменшується їхнє зчеплення, фактично обмежуючи кількість потужності, яка реально може бути використана; крім того, висока потужність високопродуктивних автомобілів може призвести до крутного моменту повороту. Електронний контроль тяги може уникнути пробуксовки коліс, але значною мірою зводить нанівець переваги додаткової потужності. Це стало причиною впровадження системи повного приводу quattro в високопродуктивні дорожні автомобілі Jensen FF і Audi Quattro.

## Дивись також
- Передньомоторна, задньопривідна компоновка
- Передньомоторна, повнопривідна компоновка
- Передній привід